# أولاد تبان
أولاد تبان (بالإنجليزية: Ouled Tebben )‏ هي مدينة وبلدية جزائرية تقع شمال شرق الجمهورية الجزائرية الديمقراطية الشعبية ضمن دائرة صالح باي، تابعة إداريا وإقليميا إلى ولاية سطيف الجزائرية، تقع على بعد 79 كم جنوب مدينة سطيف، وهي بلدية تعدادها السكاني حوالي 13٬385 نسمة (إحصاء سنة 2008)، يمر بها الطريق الولائي رقم 10، يمارس سكانها الزراعة بمختلف أنواعها، تربية الماشية والدواجن، والصناعة والحرف التقليدية، كما ستشهد في المستقبل القريب مشروع منطقة صناعية سيوفر الكثير من مناصب الشغل مما يساهم وبصفة فعالة في تراجع نسبة البطالة في المنطقة.

## نبذة عن المنطقة
أولاد تبان بلدية جزائرية تابعة إداريا وإقليميا إلى ولاية سطيف الجزائرية، تبلغ مساحة البلدية حوالي 107 كلم مربع، ولها حدود مع ولايتي برج بوعريريج والمسيلة، بلديتي الرصفة وصالح باي من الجهة الشرقية يمر بها الطريق الولائي رقم 10
تعتبر بلدية أولاد تبان قطب سياحي بامتياز حيث تحتوي على العديد من المركبات السياحية حديثة النشأة أقدمها حمام معدني صحي يسمى حمام سيدي منصور.
كما تشتهر بوافر المحاصيل الزراعية والفلاحية مثل القمح، الحنطة والشعير والبقوليات والخضر والفواكه، وتشتهر أيضا بالتربية الحديثة للدواجن، تربية النحل وتسمين العجول.

## تاريخ المنطقة
شهدت المنطقة معارك شرسة أثناء الثورة التحريرية، مما أدى بالمستعمر الفرنسي لتحويلها إلى منطقة محرمة. كما أنها كانت ملجأ للثوار للتموّن بالمونة والتزود بالأسلحة القادمة من تونس، لا تزال بها ألغام مزروعة نتيجة لذلك. يوجد بها آثار رومانية.

## قرى البلدية
تتكون بلدية أولادتبان من عديد القرى نذكرمن أهمها: قرية لعيون، اولادعيدة، الحمام، الجر، لبعاطيش، الدالية، بومنزو، بونصرون، هوارة، تالات ولفحاحمة:
قرية الحمام : تعد قرية الحمام من أشهر المناطق بالبلدية حيث اشتهرت بمياهها الجوفية الساخنة، فوجهة سياحية بامتياز لتواجد عديد الحمامات المعدنية والمركبات السياحية
قرية العيون : قطب فلاحي ورعوي حيث اشتهرت بتنوع محاصيلها الزراعية من قمح وشعير إلى زراعة مختلف أنواع الخضر والفواكه وكذلك تعرف المنطقة بتربيتها للدواجن كالدجاج بمختلف انواعه والديك الرومي إلى تربية الاغنام والابقار وانتاج الجليب
قرية اولاد عيدة : من اقدم واعرق القرى في البلدية تقع في اقصى الجنوب الغربي على الحدود بين بلديتي برج الغدير وتقلعية
قرية تالات: تقع في جنوب البلدية على الحدود بين بلديتي أولاد سي أحمد، وأولاد إبراهيم يوجد بها ثلاثة عروش وهم: الجرابعة والمراونة وأولاد أحمد بن عمر من أهم أعيان هذه القرية هو الشيخ عبد القادر بن الزواغي *محمادي* المولود سنة 1907 الفارس الكبير والشجاع معروف في جميع العروش الموجاورة كأولاد إبراهيم، أولاد سي أحمد، أولاد حناش وفي الحضنة كذلك. وكذلك قرية أولاد ثابت التي ينحدر منها العلامة ومن أشهر المجاهدين سي صبحي علي الشهيد البطل. والذي ينحدر من قرية صغيرة اسمها الخرايف
تشتهر هذه القرية بأراضيها الخصبة ومياهها العذبة (عين تالات، وعين طاقية) يعيش سكانها على تربية الأبقار والمواشي وكذلك الماعز. وبها مناظر خلابة وهي مرشحة لأن تكون قطب سياحي لما تحويه من مقومات مناخية ونباتية وخاصة التضاريس التي سمحت بنمو نباتات متنوعة.

## الاقتصاد
تعتبر بلدية أولاد تبان قطب سيحيا بامتياز نظرا لغناها بالمناطق الطبيعية. كما تتميز بلدية أولاد تبان بتنوع الأنشطة الاقتصادية فيها، كالفلاحية منها وبجميع أنواعها من الزراعة، وتربية المواشي، والدواجن، كما تعرف المنطقة نشاطاً مميزا في مجال الصناعات التقليدية.
والزراعة وتربية الماشية، والدواجن، وتربية النحل..
تعتبر السياحة الحموية ايضا من نقاط قوة المنطقة في المجال الإقتصادي حيث انتشر في الاونة الاخيرة العديد من الاستثمارات في مجال السياحة الحموية على غرار انشاء عدة مركبات سياحية حموية تشتمل على خدمات فندقية وعلاجية بطابع عصري 

## جغرافيا
توجد بلدية أولاد تبان شمال شرق البلاد (الجزائر)، ضمن الإقليم الشمالي الشرقي الجزائري، وفي إقليم الهضاب العليا، في الجهة الشرقية من الإقليم، وبالضبط في عاصمة الهضاب العليا (ولاية سطيف)، في الجهة الجنوبية من الولاية، جنوب بلدية سطيف، على دائرة عرض: 35.8304631 وخط طول: 5.0542387 وعلى ارتفاع 1,330 متر فوق سطح البحر.

### الموقع
* الموقع الجغرافي:
أولاد تبان
- الإحداثيات: 35°48′46″N 5°06′05″E / 35.81278°N 5.10139°E

35° 48′ 46″ شمالاً، 5° 06′ 05″ شرقاً
- دائرة عرض: 35.8304631
- خط طول: 5.0542387
- الارتفاع: 1,330 متر فوق سطح البحر

## المناخ
- مناخ بلدية أولاد تبان: تعرف المنطقة بطقسها المتميز، حيث أن مناخها فصلي، يختص بأربعة فصول، شتاؤها بارد ممطر، كما تعرف هذه المنطقة، بهطول ثلوج كثيفة، لمدة طويلة من فصل الشتاء، "كالعديد من المناطق الداخلية في شمال الجزائر"، أما الصيف فهو معتدل صباح و بارد ليلا
- متوسطي (أقاليم مناخية: Csa)